# 勝島王冠
勝島王冠（かつしまおうかん）は、特別区競馬組合が大井競馬場ダート1800mで施行する地方競馬（南関東公営競馬）の重賞競走 (SII) である。

## 競走概要
2009年に、それまで準重賞として実施されていた「勝島賞」を重賞に格上げする形で新設された。創設当初より優勝馬には東京大賞典への優先出走権が付与されている。
レース名称は大井競馬場の所在地、品川区勝島に由来する。
2018年より、南関東の重賞格付けがSIIIからSIIに格上げされた。それに伴い、優勝賞金は1,300万円から2,200万円に増額されている。

### 条件・賞金等（2024年）
出走条件
サラブレッド系3歳以上オープン
負担重量
別定
A1級格付け馬57kg、A2級格付け馬55kg、B1級以下格付け馬54kg（牝馬2kg減、3歳馬2kg減、南半球産3歳4kg減）を基本に、前年12月5日から本年11月29日の間のダートグレード競走ならびにJRA重賞勝ち馬は2kg増、南関東SI・SIIの勝ち馬は1kg増となる（2歳・3歳限定戦は対象外）。
賞金額
1着2500万円、2着875万円、3着500万円、4着250万円、5着125万円、着外手当18万円。
副賞
特別区競馬組合管理者賞。
優先出走権付与
優勝馬には東京大賞典の優先出走権が付与される。

## 歴史
- 2009年 - 大井競馬場のサラブレッド系3歳以上の南関東所属馬限定の別定のダート1800mの南関東重賞 (SIII) 競走「勝島王冠」として創設。
- 2018年 - SII競走に格上げ[7]。

## 歴代優勝馬
| 回数   | 施行年月日     | 優勝馬             | 性齢 | 所属 | タイム | 優勝騎手   | 管理調教師 | 馬主                     |
| ------ | -------------- | ------------------ | ---- | ---- | ------ | ---------- | ---------- | ------------------------ |
| 第1回  | 2009年12月2日  | セレン             | 牡4  | 船橋 | 1:54.1 | 石崎隆之   | 佐藤賢二   | 山口美樹                 |
| 第2回  | 2010年12月1日  | スーパーパワー     | 牡5  | 大井 | 1:51.4 | 真島大輔   | 鷹見浩     | （有）グランド牧場       |
| 第3回  | 2011年11月30日 | スマートインパルス | 牡4  | 大井 | 1:52.3 | A.ムンロ   | 三坂盛雄   | 大川徹                   |
| 第4回  | 2012年11月28日 | プーラヴィーダ     | 牡3  | 大井 | 1:52.3 | 戸崎圭太   | 森下淳平   | 伊達泰明                 |
| 第5回  | 2013年11月27日 | ガンマーバースト   | 牡6  | 船橋 | 1:51.5 | 森泰斗     | 出川克己   | 池谷誠一                 |
| 第6回  | 2014年11月26日 | ハブアストロール   | 牡4  | 大井 | 1:53.0 | 左海誠二   | 森下淳平   | 山口裕介                 |
| 第7回  | 2015年11月25日 | ムサシキングオー   | 牡6  | 大井 | 1:54.6 | 笹川翼     | 栗田泰昌   | 武蔵屋ハウス（株）       |
| 第8回  | 2016年11月30日 | セイスコーピオン   | 牡6  | 川崎 | 1:54.8 | 森泰斗     | 八木正喜   | 金田成基                 |
| 第9回  | 2017年11月29日 | ディアドムス       | 牡5  | 大井 | 1:54.5 | 岡部誠     | 森下淳平   | 高樽秀夫                 |
| 第10回 | 2018年12月5日  | モジアナフレイバー | 牡3  | 大井 | 1:53.7 | 繁田健一   | 福永敏     | 尾田信夫                 |
| 第11回 | 2019年12月4日  | モジアナフレイバー | 牡4  | 大井 | 1:53.5 | 繁田健一   | 福永敏     | 尾田信夫                 |
| 第12回 | 2020年12月9日  | カジノフォンテン   | 牡4  | 船橋 | 1:52.1 | 張田昂     | 山下貴之   | 吉橋興生                 |
| 第13回 | 2021年12月8日  | コズミックフォース | 牡6  | 大井 | 1:53.1 | 御神本訓史 | 藤田輝信   | （有）サンデーレーシング |
| 第14回 | 2022年12月8日  | ライトウォーリア   | 牡5  | 川崎 | 1:51.6 | 矢野貴之   | 内田勝義   | （有）キャロットファーム |
| 第15回 | 2023年12月7日  | サヨノネイチヤ     | 牡4  | 大井 | 1:54.2 | 西啓太     | 坂井英光   | 吉岡泰治                 |
| 第16回 | 2024年12月4日  | キングストンボーイ | セ6  | 大井 | 1:53.0 | 御神本訓史 | 渡邉和雄   | 吉田和美                 |

### 各回の結果の出典
- 南関東4競馬場公式「勝島王冠競走優勝馬」https://www.nankankeiba.com/win_uma/65.do